# 武庚
武庚（ぶこう、生没年不詳）は、中国周王朝の初期の武将。殷王朝の最後の帝王である帝辛（紂王）の子。名は禄父。武庚の名を禄父とする一人の人名という『史記』の説があるが、武庚と禄父という『論衡』などの二人の人名説が妥当である。
明代の神怪小説の『封神演義』では、朝歌が落城した際に周兵によって捕らえられる最後の場面のみ登場する。なお、安能版では少年で生母に伴われて降伏した。

## 生涯
『史記』「周本紀」によると、彼は既に成人しており（あるいは壮年に達しており）、父が自決を遂げて殷が滅ぶと、部隊を率いて自ら降伏し、姫発（武王）によって、殷の旧領を与えられた。そして武王の弟の管叔鮮・蔡叔度と共に商の旧領を監視した。これを三監という（三監は管叔鮮・蔡叔度・霍叔処との説もある）。
だが、彼らは兄弟の周公旦（管叔は周公の兄、蔡叔・霍叔は弟）が摂政として、甥の姫誦を補佐しているのに不満を持った。それで二人は禄父を擁立して殷と繋がりがあった東部の淮夷と連合をして、謀反を起こした。容易ならぬ事態を悟った周公は討伐に向かったが、敵は意外と手強く鎮圧するのに3年以上もかかったという。やがて反乱が鎮まり、首謀者の禄父と黒幕の管叔は処刑され、蔡叔は息子の蔡仲に家督を譲って、遠方に流罪となった（三監の乱）。
こうして、旧殷の恐ろしさを知った周公は殷を二分し､西部は衛として弟の康叔封を封じ、東部は宋として禄父の伯父の微子啓を封じて、殷の勢力を弱体化させたという。
武庚の妻子は『史記』には記述されてはいないが、西周期の青銅器の記述によると、子に太子聴（紂王の孫）がおり、父とともに周公旦に誅殺されたと記されている。